# Immunitet w średniowieczu
Immunitet - przywilej wyłączający terytoria lenników spod władzy urzędników króla. Dzięki niemu lennicy króla w imieniu władcy formalnie sprawowali władzę administracyjną, skarbową i wojskową. Był kolejnym elementem systemu lennego, który osłabiał władzę królewską.
Immunitet dzieli się na:
- sądowy - przywilej sprawowania władzy sądowniczej przez feudała w jego dobrach
- ekonomiczny - zwolnienie dóbr feudała ze świadczeń na rzecz panującego.